# Kostel Nanebevzetí Panny Marie (Církvice)
Římskokatolický farní kostel Nanebevzetí Panny Marie se zvonicí je sakrální stavba stojící v dolní části vsi Církvice v  okrese Ústí nad Labem. Kostel se zvonicí je chráněn jako kulturní památka České republiky.

## Popis
Kostel je poprvé v Církvicích zmiňován již roku 1352. Současná stavba a pochází z roku 1701.

## Architektura
Kostel je obdélnou jednolodní stavbou s odsazeným polygonálním presbytářem. Po jeho severním boku se nachází sakristie s emporou. V průčelí, v němž jsou pilastry, má nízký trojúhelníkový štít s volutovými křídly a na portálu se nachází letopočet 1701.
V lodi kostela je plochý strop. V presbytáři je valená klenba se třemi lunetami v závěru.

## Zařízení
Hlavní oltář je barokní. Má sloupy a portál se zlacenými akantovými křídly. Titulní obraz pochází z roku 1853. V nástavci oltáře jsou dvě pozdně gotické sošky sv. Kateřiny a sv. Barbory z období kolem roku 1500, a dále jsou zde tři barokní sochy. Barokní obraz Svaté rodiny pochází z období kolem roku 1700. Kostel nemá vlastní věž, pouze sanktusník, v němž se nacházel zvon z roku 1712 od Jana Baltazara Crommela. Ve 21. století je obyvateli obce kostel postupně opravován, kromě jiného byla z daru farníka stávající okna nahrazena vitrážovými.

## Okolí kostela

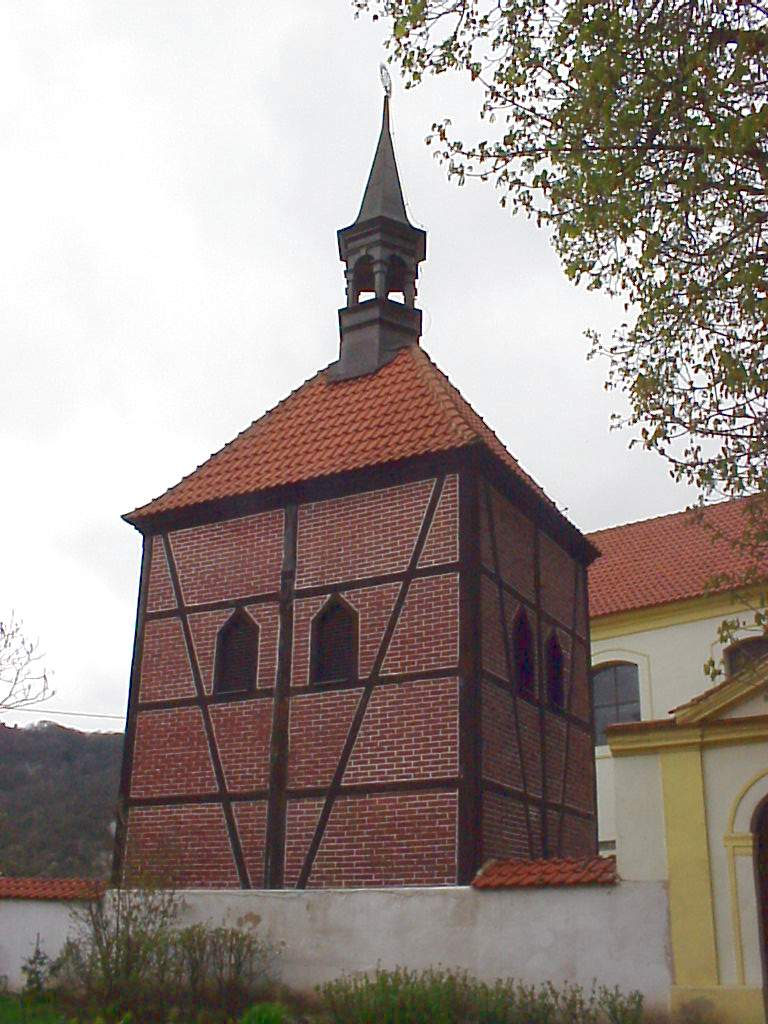
Zvonice u kostela Nanebevzetí Panny Marie v Církvicích

Jižně od kostela stojí zvonice. Byla zřejmě postavena zároveň s kostelem, tedy na počátku 18. století, ovšem dnešní podoba jí byla dána až v 19. století. Zvonice je hranolová, věžovitá z cihlového hrázděného zdiva, s dřevěnou římsou. Jedná se o jedinou hrázděnou zvonici v Česku. Na zvonici dnes visí pouze malý litinový zvon od J. Pragnera z roku 1918. Vedle něj je prázdná dřevěná hlava, jejíž zvon se dnes nachází v kostele sv. Josefa ve Vaňově (stav k roku 2001). Dále se zde nacházel nezvěstný zvon od Matěje Špice z roku 1540. Poblíž je několik empírových náhrobků z 19. století a litinový kříž.

### Další pamětihodnosti
K dalším pamětihodnostem patří socha sv. Jana Nepomuckého, která pochází z 18. století. Jedná se o lidovou barokní práci. Je na trojbokém podstavci s proláklými stěnami, stojí na návsi u kostela a je rovněž kulturní památkou. Barokní fara z poloviny 18. století s mansardovou střechou byla renovována a opatřena moderní fasádou. Křížek při silnici je litinový. Nachází se na kamenném podstavci empírového typu z 19. století.